# 1988年夏季残疾人奥林匹克运动会印度代表团
1988年夏季残疾人奥林匹克运动会印度代表团是印度派出的1988年夏季残疾人奥林匹克运动会代表团。未获得奖牌。